# Euphorbia saccharata
Euphorbia saccharata är en törelväxtart som beskrevs av Pierre Edmond Boissier. Euphorbia saccharata ingår i släktet törlar, och familjen törelväxter. Inga underarter finns listade i Catalogue of Life.